# Зорка Йорданова
Зорка Янкова Йорданова е българска драматична и филмова актриса.

## Биография
Родена е на 6 декември 1904 година в София. Учи актьорско майсторство при Исак Даниел и в школата на Николай Масалитинов. През 1923 година дебютира в Народния театър в постановката „Тоз, който получава плесници“ от Леонид Андреев в ролята на Консуела. В средата на 20-те години е изпратена от Министерството на културата на специализация във Виена (1925), Берлин и Париж (1926). През 1931 година участва във филма „Безкръстни гробове“. Има участия и в радиопостановки, запазени в БНР. Умира през 1970 година. Нейни спомени се пазят в централен държавен архив – ф. 51к, 1 опис, 289 а.е.

## Филмография
- „Безкръстни гробове“ (1931), режисьор Борис Грежов